# Cyprus Cup 2019
La Cyprus Cup 2019 è stata la dodicesima edizione della Cyprus Cup, torneo a inviti rivolto a rappresentative Nazionali di calcio femminile che si svolge a Cipro con cadenza annuale. Il torneo si è disputato tra il 27 febbraio e il 6 marzo 2019. Il torneo è stato vinto dalla Corea del Nord per la prima volta, avendo sconfitto in finale l'Italia dopo i tiri di rigore.
L'edizione ripropone la formula a 12 squadre della precedente e che già era stata utilizzata in sette su undici occasioni complessive, con due nazionali all'esordio, Nigeria e Thailandia, mentre è l'Italia quella che vanta più presenze, 10, con la sola Austria ad aver vinto almeno un'edizione, quella del 2016.

## Formula del torneo
La Cyprus Cup si svolge in due fasi:
La prima parte della competizione è una fase a gironi in cui le dodici squadre invitate sono divise in tre gruppi di quattro squadre ciascuno. Similmente all'Algarve Cup, le squadre inserite nei gruppi A e B sono nazionali che occupano i vertici della classifica mondiale della FIFA e che hanno potenzialmente più possibilità di conquistare il trofeo. A questi è affiancato un gruppo C costituito da squadre che occupano posizioni inferiori nella classifica mondiale. Ogni gruppo disputa un girone all'italiana di sei partite, con ogni squadra che gioca una partita contro ciascuna delle altre squadre dello stesso gruppo.
La seconda fase è un unico "finals day" in cui sei partite che coinvolgono tutte le dodici squadre sono giocate per determinare la classifica finale del torneo, con i match-up come segue:
- Finale: si incontrano le squadre prime classificate nei gruppi A e B.
- Finale per il terzo posto: si incontrano la prima classificata del gruppo C e la migliore seconda classificata nei gruppi A e B.
- Quinto posto: si incontrano la seconda classificata del gruppo C e la perdente tra le seconde classificate nei gruppi A e B.
- Settimo posto: si incontrano le terze classificate nei gruppi A e B.
- Nono posto: si incontrano la terza classificata del gruppo C la migliore quarta classificata nei gruppi A e B.
- Undicesimo posto: si incontrano la quarta classificata del gruppo C e la perdente tra le quarte classificate nei gruppi A e B.

## Stadi
| Stadio                           | Città     | Capacità |
| -------------------------------- | --------- | -------- |
| Gymnastikos Syllogos Zīnōn       | Larnaca   | 13 032   |
| AEK Arena - Georgios Karapatakis | Larnaca   | 7 400    |
| Stadio Antōnīs Papadopoulos      | Larnaca   | 10 230   |
| Stadio Pyla                      | Pyla      | 3 000    |
| Stadio Tasos Markou              | Paralimni | 5 800    |

## Nazionali partecipanti
| Squadra        | FIFA/Coca-Cola Women's World Ranking (7 dicembre 2018). |
| -------------- | ------------------------------------------------------- |
| Corea del Nord | 11                                                      |
| Italia         | 16                                                      |
| Belgio         | 21                                                      |
| Austria        | 23                                                      |
| Messico        | 27                                                      |
| Finlandia      | 28                                                      |
| Thailandia     | 29                                                      |
| Rep. Ceca      | 31                                                      |
| Nigeria        | 39                                                      |
| Ungheria       | 43                                                      |
| Slovacchia     | 45                                                      |
| Sudafrica      | 48                                                      |

## Fase a gironi

### Gruppo A
| Pos. | Squadra        | Pt | G | V | N | P | GF | GS | DR |
| ---- | -------------- | -- | - | - | - | - | -- | -- | -- |
| 1.   | Corea del Nord | 9  | 3 | 3 | 0 | 0 | 9  | 3  | +6 |
| 2.   | Rep. Ceca      | 6  | 3 | 2 | 0 | 1 | 6  | 6  | 0  |
| 3.   | Finlandia      | 1  | 3 | 0 | 1 | 2 | 3  | 5  | -2 |
| 4.   | Sudafrica      | 1  | 3 | 0 | 1 | 2 | 4  | 8  | -4 |

| Larnaca 27 febbraio 2019, ore 13:00 UTC+2                                             | Sudafrica | 2 – 2 referto         | Finlandia | Gymnastikos Syllogos Zīnōn |
| \| \| \| \| \| Smeda 69’ (rig.) Kgatlana 82’ \| Marcatori \| 48’ Kemppi 77’ Engman \| |           |                       |           |                            |
|                                                                                       |           |                       |           |                            |
| Smeda 69’ (rig.) Kgatlana 82’                                                         | Marcatori | 48’ Kemppi 77’ Engman |           |                            |

| Pyla 27 febbraio 2019, ore 18:00 UTC+2                                                                                 | Corea del Nord | 4 – 2 referto                  | Rep. Ceca | Stadio Pyla |
| \| \| \| \| \| Ju Hyo-sim 14’ Kim Yun-mi 18’, 90+4’ Ri Pom-hyang 83’ \| Marcatori \| 63’ Bartoňová 85’ Szewieczková \| |                |                                |           |             |
| |                |                                |           |             |
| Ju Hyo-sim 14’ Kim Yun-mi 18’, 90+4’ Ri Pom-hyang 83’                                                                  | Marcatori      | 63’ Bartoňová 85’ Szewieczková |           |             |

| Larnaca 1º marzo 2019, ore 13:00 UTC+2                                                | Finlandia | 1 – 2 referto                           | Rep. Ceca | AEK Arena - Georgios Karapatakis |
| \| \| \| \| \| Ahtinen 11’ \| Marcatori \| 67’ (aut.) Pikkujämsä 90+1’ Chlastáková \| |           |                                         |           |                                  |
|                                                                                       |           |                                         |           |                                  |
| Ahtinen 11’                                                                           | Marcatori | 67’ (aut.) Pikkujämsä 90+1’ Chlastáková |           |                                  |

| Larnaca 1º marzo 2019, ore 18:00 UTC+2                                                  | Sudafrica | 1 – 4 referto                            | Corea del Nord | AEK Arena - Georgios Karapatakis |
| \| \| \| \| \| Ramalepe 48’ \| Marcatori \| 7’, 23’ Kim Yun-mi 13’, 36’ Ri Hyang-sim \| |           |                                          |                |                                  |
|                                                                                         |           |                                          |                |                                  |
| Ramalepe 48’                                                                            | Marcatori | 7’, 23’ Kim Yun-mi 13’, 36’ Ri Hyang-sim |                |                                  |

| Larnaca 4 marzo 2019, ore 13:00 UTC+2                            | Rep. Ceca | 2 – 1 referto | Sudafrica | Stadio Antōnīs Papadopoulos |
| \| \| \| \| \| Dubcová 81’, 89’ \| Marcatori \| 17’ Makhabane \| |           |               |           |                             |
|                                                                  |           |               |           |                             |
| Dubcová 81’, 89’                                                 | Marcatori | 17’ Makhabane |           |                             |

| Larnaca 4 marzo 2019, ore 18:00 UTC+2            | Finlandia | 0 – 1 referto  | Corea del Nord | Stadio Antōnīs Papadopoulos |
| \| \| \| \| \| \| Marcatori \| 45’ Jon Yun-so \| |           |                |                |                             |
|                                                  |           |                |                |                             |
|                                                  | Marcatori | 45’ Jon Yun-so |                |                             |

### Gruppo B
| Pos. | Squadra    | Pt | G | V | N | P | GF | GS | DR  |
| ---- | ---------- | -- | - | - | - | - | -- | -- | --- |
| 1.   | Italia     | 9  | 3 | 3 | 0 | 0 | 12 | 1  | +11 |
| 2.   | Messico    | 4  | 3 | 1 | 1 | 1 | 5  | 9  | -4  |
| 3.   | Thailandia | 3  | 3 | 1 | 0 | 2 | 6  | 6  | 0   |
| 4.   | Ungheria   | 1  | 3 | 0 | 1 | 2 | 3  | 10 | -7  |

| Larnaca 27 febbraio 2019, ore 13:00 UTC+2                                                  | Messico   | 0 – 5 referto                                            | Italia | Stadio Antōnīs Papadopoulos |
| \| \| \| \| \| \| Marcatori \| 45’ Bergamaschi 50’ Bonansea 66’ Mauro 70’, 78’ Giacinti \| |           |                                                          |        |                             |
|                                                                                            |           |                                                          |        |                             |
|                                                                                            | Marcatori | 45’ Bergamaschi 50’ Bonansea 66’ Mauro 70’, 78’ Giacinti |        |                             |

| Larnaca 27 febbraio 2019, ore 18:00 UTC+2                                           | Thailandia | 4 – 0 referto | Ungheria | Stadio Antōnīs Papadopoulos |
| \| \| \| \| \| Thongsombut 11’, 49’ Srimanee 45’ Nildhamrong 86’ \| Marcatori \| \| |            |               |          |                             |
|                                                                                     |            |               |          |                             |
| Thongsombut 11’, 49’ Srimanee 45’ Nildhamrong 86’                                   | Marcatori  |               |          |                             |

| Larnaca 1º marzo 2019, ore 13:00 UTC+2                             | Thailandia | 1 – 2 referto         | Messico | Gymnastikos Syllogos Zīnōn |
| \| \| \| \| \| Dangda 46’ \| Marcatori \| 3’ (rig.), 82’ Corral \| |            |                       |         |                            |
|                                                                    |            |                       |         |                            |
| Dangda 46’                                                         | Marcatori  | 3’ (rig.), 82’ Corral |         |                            |

| Arbitro: | Lina Lehtovaara |

|  |           |                                 |
|  | Marcatori | 18’, 44’ Giacinti 55’ Serturini |

| Arbitro: | Katalin Kulcsár |

|                                                         |           |            |
| Bonansea 19’ Sabatino 54’ Galli 57’ Chinwong 89’ (aut.) | Marcatori | 67’ Dangda |

| Larnaca 4 marzo 2019, ore 18:00 UTC+2                                                                 | Messico   | 3 – 3 referto                     | Ungheria | AEK Arena - Georgios Karapatakis |
| \| \| \| \| \| Corral 29’ (rig.), 89’ Ibarra 54’ \| Marcatori \| 19’ Zeller 85’ Jakabfi 87’ Németh \| |           |                                   |          |                                  |
| |           |                                   |          |                                  |
| Corral 29’ (rig.), 89’ Ibarra 54’                                                                     | Marcatori | 19’ Zeller 85’ Jakabfi 87’ Németh |          |                                  |

### Gruppo C
| Pos. | Squadra    | Pt | G | V | N | P | GF | GS | DR |
| ---- | ---------- | -- | - | - | - | - | -- | -- | -- |
| 1.   | Austria    | 7  | 3 | 2 | 1 | 0 | 5  | 1  | +4 |
| 2.   | Belgio     | 7  | 3 | 2 | 1 | 0 | 4  | 0  | +4 |
| 3.   | Nigeria    | 3  | 3 | 1 | 0 | 2 | 5  | 8  | -3 |
| 4.   | Slovacchia | 0  | 3 | 0 | 0 | 3 | 3  | 8  | -5 |

| Larnaca 27 febbraio 2019, ore 13:00 UTC+2                              | Belgio    | 3 – 0 referto | Slovacchia | AEK Arena - Georgios Karapatakis |
| \| \| \| \| \| Cayman 13’, 65’ (rig.) Daniëls 90+1’ \| Marcatori \| \| |           |               |            |                                  |
|                                                                        |           |               |            |                                  |
| Cayman 13’, 65’ (rig.) Daniëls 90+1’                                   | Marcatori |               |            |                                  |

| Larnaca 27 febbraio 2019, ore 18:00 UTC+2                                                    | Nigeria   | 1 – 4 referto                                  | Austria | AEK Arena - Georgios Karapatakis |
| \| \| \| \| \| Oshoala 65’ \| Marcatori \| 48’ Burger 59’ Billa 72’ Feiersinger 82’ Klein \| |           |                                                |         |                                  |
|                                                                                              |           |                                                |         |                                  |
| Oshoala 65’                                                                                  | Marcatori | 48’ Burger 59’ Billa 72’ Feiersinger 82’ Klein |         |                                  |

| Larnaca 1º marzo 2019, ore 13:00 UTC+2                                                                               | Slovacchia | 3 – 4 referto                      | Nigeria | Stadio Antōnīs Papadopoulos |
| \| \| \| \| \| Vojteková 67’ Haršányová 72’ (rig.), 77’ (rig.) \| Marcatori \| 8’, 38’ Chikwelu 28’ Ohale 82’ Imo \| |            |                                    |         |                             |
| |            |                                    |         |                             |
| Vojteková 67’ Haršányová 72’ (rig.), 77’ (rig.)                                                                      | Marcatori  | 8’, 38’ Chikwelu 28’ Ohale 82’ Imo |         |                             |

| Larnaca 1º marzo 2019, ore 18:00 UTC+2 | Austria       | 0 – 0 referto | Belgio | Stadio Antōnīs Papadopoulos\| Arbitro: \| Cheryl Foster \| |
| Arbitro:                               | Cheryl Foster |               |        |                                                            |

| Arbitro: | Lina Lehtovaara |

|  |           |           |
|  | Marcatori | 46’ Billa |

| Larnaca 4 marzo 2019, ore 18:00 UTC+2      | Nigeria   | 0 – 1 referto | Belgio | Gymnastikos Syllogos Zīnōn |
| \| \| \| \| \| \| Marcatori \| 7’ Dhont \| |           |               |        |                            |
|                                            |           |               |        |                            |
|                                            | Marcatori | 7’ Dhont      |        |                            |

## Incontri per i piazzamenti
Tutti gli orari sono in ora locale (UTC+2).

### 11º posto
| Paralimni 6 marzo 2019, ore 11:00 UTC+2                                                         | Slovacchia | 2 – 3 referto                     | Ungheria | Stadio Tasos Markou |
| \| \| \| \| \| Vojteková 27’ Ondrušová 41’ \| Marcatori \| 30’ Németh 35’ Pinczi 53’ Jakabfi \| |            |                                   |          |                     |
|                                                                                                 |            |                                   |          |                     |
| Vojteková 27’ Ondrušová 41’                                                                     | Marcatori  | 30’ Németh 35’ Pinczi 53’ Jakabfi |          |                     |

### 9º posto
| Larnaca 6 marzo 2019, ore 11:00 UTC+2                                | Finlandia | 3 – 0 referto | Sudafrica | Gymnastikos Syllogos Zīnōn |
| \| \| \| \| \| Naumanen 31’ Salmi 51’ Ahtinen 88’ \| Marcatori \| \| |           |               |           |                            |
|                                                                      |           |               |           |                            |
| Naumanen 31’ Salmi 51’ Ahtinen 88’                                   | Marcatori |               |           |                            |

### 7º posto
| Larnaca 6 marzo 2019, ore 15:00 UTC+2                         | Nigeria   | 3 – 0 | Thailandia | Stadio Antōnīs Papadopoulos |
| \| \| \| \| \| Oshoala 23’ Ebi 28’ Imo 74’ \| Marcatori \| \| |           |       |            |                             |
|                                                               |           |       |            |                             |
| Oshoala 23’ Ebi 28’ Imo 74’                                   | Marcatori |       |            |                             |

### 5º posto
| Paralimni 6 marzo 2019, ore 15:00 UTC+2                                             | Rep. Ceca | 1 – 2 referto                     | Messico | Stadio Tasos Markou |
| \| \| \| \| \| Chlastáková 47’ \| Marcatori \| 34’ Ovalle 54’ (aut.) Bertholdová \| |           |                                   |         |                     |
|                                                                                     |           |                                   |         |                     |
| Chlastáková 47’                                                                     | Marcatori | 34’ Ovalle 54’ (aut.) Bertholdová |         |                     |

### 3º posto
| Larnaca 6 marzo 2019, ore 14:00 UTC+2                                                                                         | Austria              | 0 – 0 referto                            | Belgio | Gymnastikos Syllogos Zīnōn |
| \| \| \| \| \| Mayr Feiersinger Eder Puntigam Prohaska \| Tiri di rigore 2 – 3 \| Jaques Cayman Coutereels Wullaert Evrard \| |                      |                                          |        |                            |
| |                      |                                          |        |                            |
| Mayr Feiersinger Eder Puntigam Prohaska                                                                                       | Tiri di rigore 2 – 3 | Jaques Cayman Coutereels Wullaert Evrard |        |                            |

### Finale
| Arbitro: | Riem Hussein |

|                                                                                    |                      |                                                              |
| Kim Yun-mi 38’ Ju Hyo-sim 45’ Jon Yun-so 106’ (rig.)                               | Marcatori            | 19’ Girelli 79’ Sabatino 111’ Cernoia                        |
| Yun So-jon Kim Yun-mi Ju Hyo-sim Pak Sin-jong Pak Kyong-mi Ri Pom-hyang Ri Un-yong | Tiri di rigore 7 – 6 | Giugliano Girelli Serturini Cernoia Sabatino Salvai Bonansea |

## Classifica finale
| Posizione | Squadra        |
| --------- | -------------- |
| 1         | Corea del Nord |
| 2         | Italia         |
| 3         | Belgio         |
| 4         | Austria        |
| 5         | Messico        |
| 6         | Rep. Ceca      |
| 7         | Nigeria        |
| 8         | Thailandia     |
| 9         | Finlandia      |
| 10        | Sudafrica      |
| 11        | Ungheria       |
| 12        | Slovacchia     |

## Statistiche

### Classifica marcatrici
5 reti
- Kim Yun-mi

4 reti
- Valentina Giacinti
- Charlyn Corral (2 rig.)

2 reti
- Nicole Billa
- Janice Cayman (1 rig.)
- Jon Yun-so (1 rig.)
- Ju Hyo-sim
- Ri Hyang-sim
- Olga Ahtinen
- Barbara Bonansea

- Daniela Sabatino
- Rita Chikwelu
- Anam Imo
- Asisat Oshoala
- Jitka Chlastáková
- Kamila Dubcová

- Lucia Haršányová (2 rig.)
- Jana Vojteková
- Taneekarn Dangda
- Rattikan Thongsombut
- Loretta Németh
- Zsanett Jakabfi

1 rete
- Nina Burger
- Laura Feiersinger
- Jennifer Klein
- Yana Daniëls
- Elena Dhont
- Ri Pom-hyang
- Adelina Engman
- Juliette Kemppi
- Katarina Naumanen
- Lina Salmi
- Valentina Bergamaschi

- Valentina Cernoia
- Aurora Galli
- Cristiana Girelli
- Ilaria Mauro
- Annamaria Serturini
- Adriana Iturbide Ibarra
- Lizbeth Ovalle
- Onome Ebi
- Osinachi Ohale
- Eva Bartoňová

- Tereza Szewieczková
- Lucia Ondrušová
- Thembi Kgatlana
- Mamello Makhabane
- Lebogang Ramalepe
- Leandra Smeda (1 rig.)
- Suchawadee Nildhamrong
- Orathai Srimanee
- Anita Pinczi
- Dora Zeller

1 autorete
- Elli Pikkujämsä (pro Rep. Ceca)
- Petra Bertholdová (pro Messico)
- Natthakarn Chinwong (pro Italia)